# Honey Boy
Honey Boy es una película estadounidense dramática de 2019, dirigida por Alma Har'el, a partir de un guion de Shia LaBeouf, basado en su infancia y su relación con su padre. Está protagonizada por LaBeouf, Lucas Hedges, Noah Jupe y FKA Twigs. 
LaBeouf originalmente escribió el guion como una forma de terapia mientras estaba en rehabilitación. El proyecto se anunció en marzo de 2018 y el elenco se completó en los próximos dos meses. La filmación tuvo lugar en Los Ángeles en el transcurso de unas tres semanas.
Honey Boy tuvo su estreno mundial en el Festival de Cine de Sundance el 25 de enero de 2019 y fue lanzado el 8 de noviembre de 2019 por Amazon Studios. La película ha recibido críticas positivas de los críticos, que elogiaron la dirección de Har'el, así como las actuaciones de LaBeouf y Jupe.

## Argumento
En 2005, Otis Lort (Lucas Hedges) es una estrella de cine que tiene un problema extremo con el alcohol. Choca su auto y se mete en un altercado violento y borracho con la policía. Se ve obligado a ir a un centro de rehabilitación, donde su consejero, el Dr. Moreno (Laura San Giacomo), le dice que si abandona el centro antes de que digan que está listo, el tribunal lo enviará a prisión por sus delitos violentos. El doctor Moreno le dice a Otis que tiene TEPT, lo que él niega repetidamente, pero ella lo alienta a mirar su pasado a través de la terapia de exposición.
Regresando una década antes a 1995, Otis (Noah Jupe) recuerda haber trabajado como un niño actor, acompañado en el set por su padre, James (Shia LaBeouf), un ex payaso de rodeo. James es cuatro años sobrio pero claramente nervioso e impredecible, maníaco y agresivo. Los dos viven en un terrible complejo de moteles donde una joven tímida (FKA Twigs) vive frente a ellos. Otis está en el programa Gran Hermano a instancias de su madre, a pesar de la aversión y los celos de James. Otis quiere ir a un juego de béisbol con Tom (Clifton Collins Jr.) del programa, y James está de acuerdo si Tom viene a hacer una barbacoa.
Para 2005 nuevamente, se muestra a Otis comunicándose con su compañero de habitación de rehabilitación Percy (interpretado por Byron Bowers) y continúa la terapia. Se resiste al proceso y lo encuentra inútil. Volviendo a sus recuerdos, Otis recuerda que Tom vino a la barbacoa y James lo arrojó a la piscina y lo amenazó violentamente. Cuando le ofrecen una parte en una película que se rodará en Canadá, Otis llama a su madre, que no está segura de si James puede acompañarlo porque es un delincuente sexual registrado. Esto hace que James comience a gritarle a través de Otis, que tiene que transmitir las conversaciones de sus padres.
De vuelta al presente, después de resistirse una vez más, el consejero de Otis, Alec (Martin Starr), le aconseja que vaya al bosque y grite tan fuerte como pueda. Luego, la película muestra a James asistiendo a una reunión de Alcohólicos Anónimos, donde cuenta sobre su madrastra abusiva, cómo se metió en el abuso de drogas y alcohol, y mientras se desmayó intentó violar a una mujer que lo hizo registrar como delincuente sexual. Solo en su lugar, Otis pasa tiempo con la Chica tímida, y los dos se abrazan y él le da dinero.
James obliga a Otis a ensayar sus escenas una y otra vez, y se detiene para gritar a los vecinos del otro lado del camino por ser demasiado ruidoso. Otis le pide que se detenga y le dice que nadie más lo contrataría porque es un delincuente sexual, y que Otis es su jefe ya que James está haciendo dinero con él. En 2005, Otis agradece a Alec por el consejo y continúa trabajando con el doctor Moreno para controlar su ira.
En 1995, Otis finalmente se enfrenta a su padre y le dice que debe comenzar a ser un mejor padre para él. James lo golpea en la cara dos veces, furioso con Otis por hablarle de esa manera, y luego se va en su motocicleta y anota drogas en un club de estriptis. Solo, Otis pasa tiempo con la Chica tímida, y James los atrapa a los dos despertando juntos a la mañana siguiente. La chica tímida golpea a James y se va, y James vomita y le pregunta a Otis cómo cree que se siente escuchar a su propio hijo hablarle así, decir que le paga. Otis le dice a James que si no le paga, James no estaría allí.
James lleva a Otis a las plantas de marihuana que ha estado cultivando fuera de la carretera y fuma cannabis con él. En 2005, Otis vuelve al motel y se imagina a sí mismo encontrando a su padre allí con su disfraz de payaso de rodeo. Él le dice a su padre que va a hacer una película sobre él. James le pide que lo haga lucir bien. Los dos viajan en la motocicleta de James, que se desvanece en Otis solo alejándose.

## Reparto
- Lucas Hedges como Otis Lort.
- Noah Jupe como el joven Otis Lort.
- Shia LaBeouf como James Lort.
- FKA Twigs como Little Q.
- Maika Monroe como Sandra.
- Natasha Lyonne
- Martin Starr
- Byron Bowers como Percy.
- Laura San Giacomo
- Clifton Collins Jr. como Tom.

## Producción
Shia LaBeouf basó el guion en su propia vida, con su personaje basado en su propio padre, y el título proviene de su apodo de la infancia. LaBeouf escribió el guion como parte de su programa de rehabilitación.
En marzo de 2018, se anunció que Lucas Hedges y LaBeouf se habían unido al elenco de la película, con Alma Har'el dirigiendo desde un guion escrito por LaBeouf. Brian Kavanaugh-Jones, Daniela Taplin Lundberg, Christopher Leggett producirían la película bajo Automatik, Stay Gold Features y Delirio Films, respectivamente. Fred Berger sería el productor ejecutivo. LaBeouf había compartido el guion con Har'el, un amigo y colaborador creativo, quien decidió que quería dirigirlo. En abril de 2018, Noah Jupe se unió al elenco de la película. En mayo de 2018, Clifton Collins Jr., Maika Monroe, Natasha Lyonne, Martin Starr, Byron Bowers y Laura San Giacomo se integraron al reparto. En junio de 2018, se anunció que FKA Twigs se había unido al elenco de la película.
Cuando se le preguntó sobre cómo hacer una película basada en su guion afectó su rehabilitación, LaBeouf dijo:

"Es extraño fetichizar tu dolor y hacer un producto con él y sentirte culpable por eso. Se sentía muy egoísta. Todo esto se sintió muy egoísta. Nunca pensé: 'Oh, voy a ayudar a la gente'. Ese no era mi objetivo. Me estaba cayendo a pedazos."

### Rodaje
La producción comenzó en mayo de 2018, en Los Ángeles, California.

## Estreno
La película tuvo su estreno mundial en el Festival de Cine de Sundance el 25 de enero de 2019. Poco después, Amazon Studios adquirió los derechos de distribución de la película y finalmente la lanzó el 8 de noviembre de 2019.

## Recepción

### Taquilla
Honey Boy recaudó $3 millones en los Estados Unidos y Canadá y $258,087 en otros territorios, para un total mundial de 3.3 millones, contra un presupuesto de producción de $3.5 millones. La película ganó $301,075 de cuatro salas en su primer fin de semana, considerado un comienzo "fuerte". Se expandió a 17 teatros el siguiente fin de semana, ganando $203,272.

### Crítica
En el agregador de reseñas Rotten Tomatoes, la película tiene una calificación de aprobación del 94% basada en 211 reseñas, y una calificación promedio de 7.69/10. El consenso crítico del sitio web dice: "Honey Boy sirve como un acto de terapia cinematográfica para su guionista y sujeto, uno cuya perspectiva única debe tocar una fibra sensible en audiencias de todos los orígenes". En Metacritic, la película tiene una puntuación promedio ponderada de 73 de 100, basado en 41 críticas, que indican "revisiones generalmente favorables".
A. A. Dowd de The A.V. Club escribió: "[A] s es una forma glorificada de terapia dramática, Honey Boy es fascinante".
Honey Boy fue incluida en la lista de las mejores películas de 2019 por Lindsey Bahr de Associated Press, donde se colocó en la séptima posición.